# Девет поглавља о математичкој вештини

Девет поглавља о математичкој вештини (кин: 九章算術; пин'јин: Jiǔ Zhāng Suànshù) је кинеска књига о математици, коју је саставило неколико генерација учењака између 10. и 2. века пре нове ере, а свој коначни облик добила је у 1. веку нове ере. Ова књига је један од најранијих сачуваних математичких текстова из Кине, поред Књиге о бројевима и рачунању (202–186. п. н. е.) и Џоуби суанђинг (састављан током династије Хан до касног 2. века н. е.). Књига је касније уврштена у збирку познату као Десет рачунских класика, где представља најважније дело.
Аутор књиге је непознат. Према коментару Лиу Хуија из 3. века, првобитну верзију су саставили и уредили учењаци из династије Западни Хан, Џанг Цанг (張蒼, око 165–142. п. н. е.) и Генг Шоучанг (耿壽昌, око 75–49. п. н. е.), мада њихова улога није забележена у званичним историјским списима династије Хан. Књига обједињује математичка знања која потичу још из времена династије Џоу.
Девет поглавља излажу приступ математици који се усредсређује на проналажење најопштијих метода за решавање проблема, што је у супротности са приступом старогрчких математичара, који су тежили извођењу тврдњи из почетног скупа аксиома. Целокупно дело садржи девет поглавља са укупно 246 проблема и 202 методе решавања. Многи од ових алгоритама, попут решавања система линеарних једначина, били су напреднији од сличних европских за више од хиљаду година и имали су значајан утицај на развој светске математике.

## Историја
Према истраживањима, током династије Западни Хан, учењаци Џанг Цанг и Генг Шоучанг су допунили и уредили дело, чиме је оно углавном добило свој коначни облик.
Године 1984. у Хубеју су ископани бамбусови списи под називом Књига о бројевима и рачунању (算数书). Утврђено је да је овај текст старији од Девет поглавља за више од једног и по века. Неки делови садржаја су веома слични, а поједини одломци су готово идентични. Неки истраживачи сматрају да постоји веза наслеђивања између ова два дела, док други верују да Девет поглавља није било под директним утицајем Књиге о бројевима и рачунању.
Будући да Девет поглавља наводе само примере и опште алгоритме, без много објашњења, многи учењаци су писали коментаре како би објаснили и доказали исправност алгоритама. Најпознатији коментар написао је Лиу Хуи 263. године, током периода Три краљевства. Он је додао сопствена запажања и доказе, што је омогућило да се дело лакше разуме и пренесе на будуће генерације. Током династије Танг, Ли Чунфенг је 656. године написао нови коментар, а дело је уврштено у Десет рачунских класика и постало је званични уџбеник на царској академији (Гозиђен).

## Структура
Девет поглавља о математичкој вештини садржи 246 математичких проблема подељених у девет поглавља. За сваки проблем или групу проблема дат је поступак решавања.
| Поглавље                                       | Садржај |
| ---------------------------------------------- | --- |
| 方田 (Fangtian) Мерење поља                    | Површине поља различитих облика, као што су правоугаоници, троуглови, трапези и кругови; операције са разломцима. Коментар Лиу Хуија укључује метод за израчунавање броја π и његову приближну вредност 3,14159.                                                      |
| 粟米 (Sumi) Просо и пиринач                    | Размена добара по различитим курсевима; одређивање цена по јединици; правило тројно за решавање пропорција коришћењем разломака. |
| 衰分 (Cuifen) Пропорционална расподела         | Расподела добара и новца по пропорционалним стопама; извођење аритметичких и геометријских низова. |
| 少廣 (Shaoguang) Смањење димензија             | Проналажење пречника или странице облика на основу дате запремине или површине. Дељење са мешовитим бројевима; вађење квадратног и кубног корена; пречник сфере, обим и пречник круга.                                                                                |
| 商功 (Shanggong) Прорачуни у грађевинарству    | Запремине чврстих тела различитих облика, као и прорачуни потребних ресурса за грађевинске пројекте. |
| 均輸 (Junshu) Праведно опорезивање             | Напреднији проблеми о пропорцијама, који укључују рад, удаљености и стопе. |
| 盈不足 (Yingbuzu) Вишак и мањак                | Линеарни проблеми (са две непознате) решени помоћу принципа који је на Западу касније постао познат као правило погрешне претпоставке. |
| 方程 (Fangcheng) Једначине                     | Проблеми који воде до система линеарних једначина, решених принципом који се не разликује од модерног облика Гаусове елиминације. У овом поглављу се први пут у историји математике појављују позитивни и негативни бројеви и правила за њихово сабирање и одузимање. |
| 勾股 (Gougu) Правоугли троугао (База и висина) | Проблеми који укључују принцип на Западу познат као Питагорина теорема. |

## Математички садржај

### Систем реалних бројева
Девет поглавља не разматрају теорију природних бројева и њихових операција, али их широко користе као основу за све прорачуне. Иако није посвећена искључиво разломцима, књига детаљно обрађује њихово значење, својства и четири основне операције: сабирање (合分術), одузимање (減分術), множење (乘分術) и дељење (經分術), као и поређење величине (課分術), скраћивање (約分術) и налажење просека (平分術).
У књизи се први пут уводи појам негативних бројева. Поглавље „Једначине“ (方程) даје правила за сабирање и одузимање позитивних и негативних бројева како би се омогућило решавање система једначина. Правило за одузимање гласи: „Ако су истог знака, одузимају се; ако су различитог знака, сабирају се. Позитиван се не може директно одузети од негативног, нити негативан од позитивног.“ Правило за сабирање гласи: „Ако су различитог знака, одузимају се; ако су истог знака, сабирају се.“ Множење и дељење позитивних и негативних бројева нису забележени.
Девет поглавља обрађују природне бројеве, разломке, позитивне и негативне бројеве, као и неке посебне ирационалне бројеве, чиме успостављају основе система реалних бројева.

### Алгоритми пропорција и вишка и мањка
Поглавље „Просо и пиринач“ уводи алгоритам пропорција са четири члана, познат као метод садашње вредности (今有術). Правило гласи: „Помножи дати број са траженом стопом да добијеш вредност (實), а дату стопу узми као делитељ (法). Подели вредност са делитељем.“ Овај метод се широко примењује у целој књизи као основни алгоритам за решавање проблема.
Други важан алгоритам је метод пропорционалне расподеле (衰分術) из поглавља „Пропорционална расподела“. Књига такође уводи и методе за обрнуту пропорционалност (反衰術) и сложену пропорционалност (均輸術).
Метод вишка и мањка (盈不足術) је древни кинески алгоритам за решавање сложених аритметичких проблема. За решавање проблема, прво се претпостави решење. Ако резултат одговара условима, претпоставка је тачна. Ако не одговара, добија се „вишак“ или „мањак“. Помоћу две такве претпоставке, тачно решење се може израчунати.

### Геометрија и Питагорина теорема
Девет поглавља обрађују израчунавање површина и запремина различитих геометријских облика. Проблеми везани за правоугли троугао (勾股, Гоугу) подељени су у четири категорије: међусобно израчунавање страница, проналажење целобројних решења (Питагорина тројка), израчунавање димензија уписаних облика, и коришћење сличности за мерење висина и удаљености.

### Квадратни корени и једначине
Методе за израчунавање квадратног (開平方術) и кубног корена (開立方術), као и решавање система линеарних једначина, сматрају се главним доприносима древне кинеске алгебре. Метода за решавање система једначина, позната као „директно одузимање“ (直除法), теоретски је идентична данашњем Гаусовом методу елиминације. Тринаести проблем у поглављу „Једначине“ описује систем од пет линеарних једначина са шест непознатих, што представља најранији познати пример неодређеног система једначина на свету.

## Утицај
Девет поглавља о математичкој вештини сумирају математичка достигнућа древне Кине и сматра се да означавају формирање древног кинеског математичког система. Њен систематски приступ постао је темељ кинеске математичке традиције. Током династија Танг и Сунг, била је званични уџбеник, а у време династије Северни Сунг, влада ју је штампала, чиме је постала прва штампана математичка књига на свету.
Многи проблеми у књизи су најранији забележени те врсте. На пример, метод двоструке погрешне претпоставке био је познат у арапском свету као китански алгоритам, што је доказ ширења кинеског математичког знања на Запад. Утицај књиге у Кини је трајао све до средине династије Ћинг. Током династија Суи и Танг, дело је пренето у Јапан и Кореју, где је значајно утицало на развој њихове математике. Касније се проширило и на Индију, арапске земље и Европу. Данас је преведено на јапански, руски, енглески, француски, немачки и друге језике.

## Преводи
- Руски: «Математика в девяти книгах» / Перевод и примечания Э. И. Березкиной // Историко-математические исследования. 1957.
- Немачки: Chiu Chang Suan Shu, Neun Bucher Arithmetischer Technik, Ubersetzt von K. Vogel, F. Verlag 1968
- Енглески: The Nine Chapters on the Mathematical Art, Companion and Commentary Translated and edited by Shen Kangshen, John Crossley and Anthony Lun, ISBN 978-0-19-853936-0, Oxford University Press
- Француски: Chemla, Karine, and Shuchun Guo. Les neuf chapitres: le classique mathmatique de la Chine ancienne et ses commentaires. 2004 Paris: Dunod.
- Јапански: 川原秀城「劉徽註九章算術」（『中国天文学・数学集』所収、1980年11月、朝日出版社）